# Topornica pstra
Topornica pstra, cieciorka pstra (Securigera varia) – gatunek rośliny z rodziny bobowatych (Fabaceae). Gatunek tradycyjnie zaliczany do rodzaju cieciorka (Coronilla), po rewizji  ujęć taksonomicznej od 1989 roku gatunek ten włączany jest do rodzaju topornica Securigera (aczkolwiek celowość wyodrębniania tego rodzaju od Coronilla ponownie zakwestionowano w 2021). Pochodzi z Azji i Europy, ale rozprzestrzenił się także w Nowej Zelandii i Północnej Ameryce. Jest również uprawiany w wielu krajach świata. W Polsce na stanowiskach naturalnych jest dość pospolity.

## Morfologia

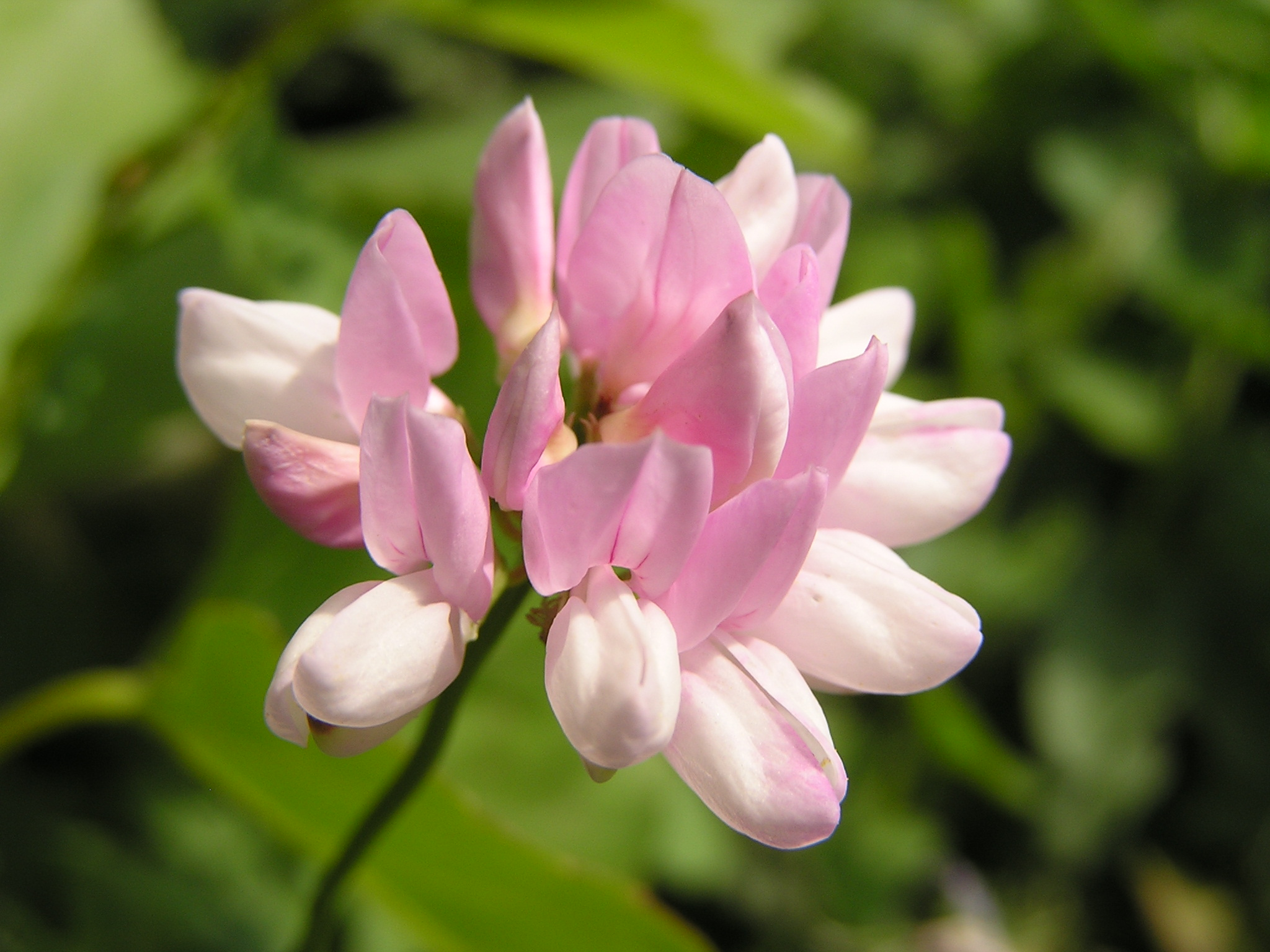
Kwiatostan

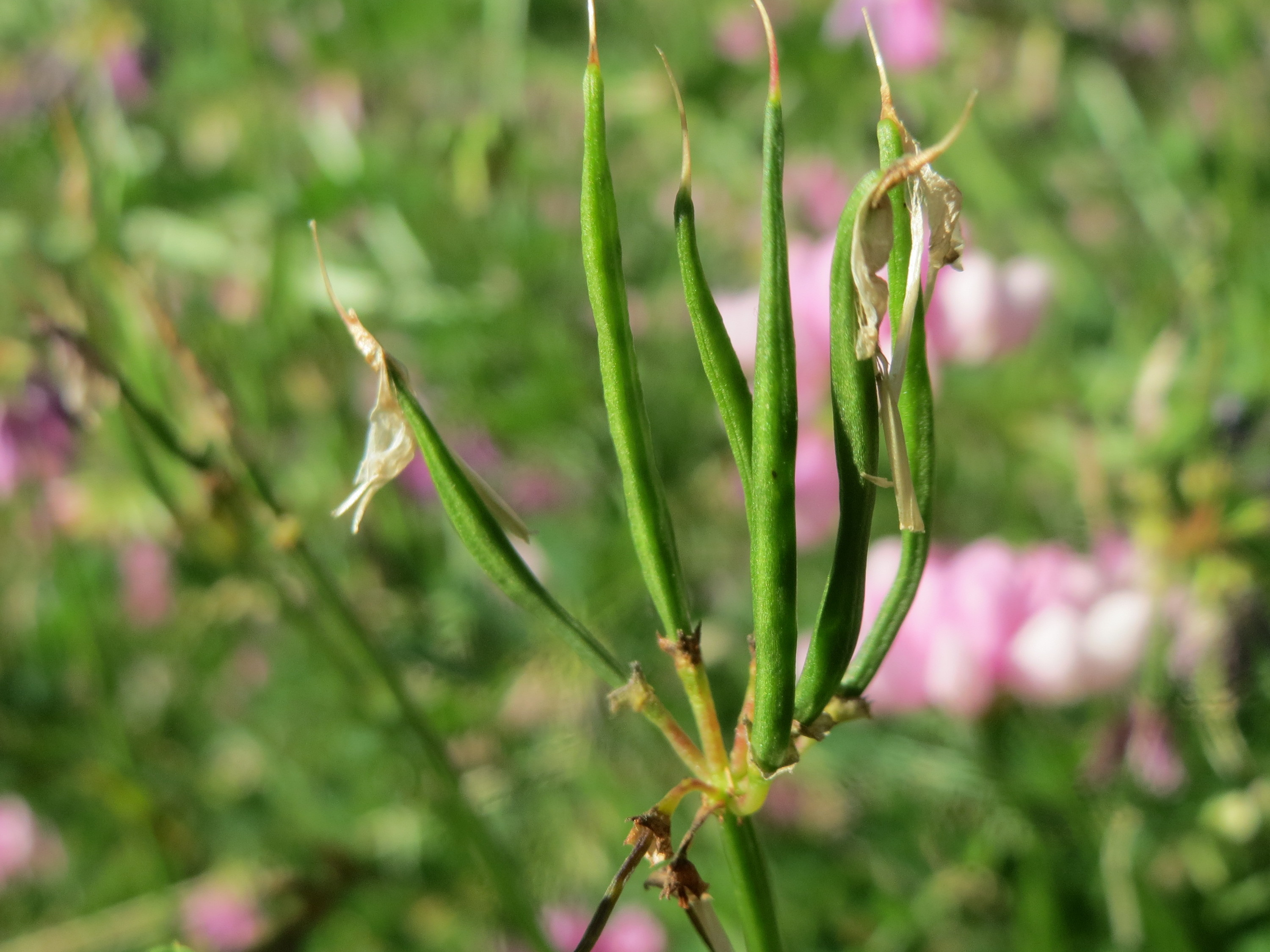
Owoce

PokrójRoślina wieloletnia o pokładających się i rozgałęzionych pędach osiągających długość od 30 do 100 cm. Pod ziemią wytwarza długie, rozgałęzione, cienkie i mocne kłącze.
LiścieNieparzystopierzaste, złożone z 5–10 par jajowatych listków o zaostrzonych końcach oraz niewielkich, wolnych przylistków.
KwiatyMotylkowe, o barwie białoróżowej bądź białobladolila zebrane w kwiatostany typu pozornej główki, a wyrastające z kątów liści. W kwiatostanie 10–20 kwiatów. Różowa korona o długości 10–15 mm, białych skrzydełkach i ciemnoróżowym końcu łódeczki.
Owoc4-kanciasty, wzniesiony i tępo zakończony strąk, zawierający w środku małe, twarde, czerwonobrunatne nasiona.

## Biologia i ekologia
Bylina, hemikryptofit. Kwitnie od maja do lipca. Najłatwiej spotkać ją można na przydrożach, miedzach, słonecznych stokach wzgórz i suchych łąkach. W górach występuje po regiel górny. W klasyfikacji zbiorowisk roślinnych gatunek charakterystyczny dla Cl. Trifolio-Geranietea. Roślina trująca. 
Jest rośliną żywicielską larw motyli powszelatka brunatka, wietka gorczycznika, wietka Reala, szlaczkoni: erate, siarecznika, sylwetnika, południowca, oraz modraszków: srebroplamka, korydona, adonisa, aleksisa, dafnida, ikara, argusa.

## Zastosowanie
- Roślina lecznicza: Dawniej była używana w celach leczniczych, obecnie zaprzestano jej stosowania ze względu na trujące własności[11].
  - Surowiec zielarski : Ziele (Herba coronillae), zawierające glikozyd koronilinę, garbniki, gorycze, sole mineralne[12].
  - Działanie: Napar z ziela cieciorki może być stosowany jako lek pomocniczy w kuracji nerwicy serca, bo posiada zarówno działanie uspokajające, jak i regulujące rytm serca[11]. Napar ten działa ponadto łagodnie moczopędnie[11].
- Roślina ozdobna czasami uprawiana ze względu na swoje ładne kwiaty[12]. Nie nadaje się do ogrodu, gdyż jest ekspansywna i swoimi cienkimi kłączami szybko się rozrasta[12]. Może być jednak używana jako roślina okrywowa na skarpach, gdyż dobrze umacnia strome stoki.